# Besos perdidos
 Besos perdidos  es una película en blanco y negro de Argentina dirigida por Mario Soffici según el guion de Ramón Gómez Macía sobre la obra teatral homónima de André Birabeau que se estrenó el 30 de agosto de 1945 y que tuvo como protagonistas a María Duval, Miguel Faust Rocha, Alberto Bello y Alita Román.

## Sinopsis
Un hombre no quiere, a quién aparece como su hija, pues imagina que lo es, en realidad, de otro hombre.

## Reparto
- María Duval ...Enriqueta
- Miguel Faust Rocha ...Esteban Crespo
- Alberto Bello ...Enrique Ledesma
- Alita Román ...Teresa
- Héctor Coire ...Huberto Salazar
- Elina Colomer ...Silvia
- Homero Cárpena
- Juana Sujo ...Beatriz
- Ángel Walk
- Luis Otero
- Juan Carlos Armiento
- Félix Tortorelli
- Jorge Villoldo
- Leda Urbi
- Celia Podestá ...Francisca
- Ana Gerbol
- José Castro
- Juan Pecci
- Roberto Bordoni
- Pedro González
- Edith Laran

## Comentarios
Para Manrupe y Portela: "Mal filmada, es uno de esos pasos en falso de Mario Soffici"; "pero, sin embargo, muestra un atisbo de rebelión hacia los mayores y un final poco convencional para la época" En tanto que Calki escribió en El Mundo que era nada más que una pieza teatral fotografiada.